# Madagasikara spinosa
Madagasikara spinosa е вид коремоного от семейство Pachychilidae.

## Разпространение
Видът е ендемичен за реките на Мадагаскар.